# Halley (månkrater)
För andra betydelser, se Halley (olika betydelser).
Halley är en nedslagskrater på månen. Halley har fått sitt namn efter astronomen och fysikern Edmond Halley.
Kratern har en diameter på ungefär 34 km.

## Satellitkratrar
| Halley | Latitud | Longitud | Diameter |
| ------ | ------- | -------- | -------- |
| B      | 8.5° S  | 4.5°     | 6 km     |
| C      | 8.9° S  | 6.6°     | 5 km     |
| G      | 9.1° S  | 5.6°     | 5 km     |
| K      | 8.6° S  | 5.9°     | 5 km     |